# Ľudovít Kubáni
Ľudovít Kubáni (Horné Zahorany, 16 ottobre 1830 – Rimavské Brezovo, 30 novembre 1869) è stato un poeta, scrittore e critico letterario slovacco.

## Biografia
Suo padre era un insegnante. Trascorse l'infanzia a Drienčany. Studiò a Poprad, Miškovec, Ožďany e successivamente al liceo evangelico di Levoča. Per poter proseguire gli studi, dovette reperire dei mezzi di sostentamento e iniziò quindi a lavorare come impiegato in una fonderia di vetro a Zlatna (l'odierna České Brezovo) e successivamente in un ufficio pubblico di Rimavské Brezovo. In questo periodo incontrò parecchi scrittori e personalità della cultura e della politica, come  Pavol Dobšinský, Štefan Marko Daxner e Ján Botto. Fu editore del giornale manoscritto Hodiny zábavy e collaborò con altri giornali. Nel 1855 divenne notaio a Bátka e l'anno dopo divenne magistrato a Rimavské Brezovo e poi a Rožňava. Nel 1867 rimase senza occupazione e con la sua numerosa famiglia dovette ricorrere all'aiuto di alcuni benefattori, finché non trovò impiego in uno studio legale. Morì tragicamente durante una partita di carte, pugnalato dal suo compagno di gioco Andrej Antalík, che era suo suocero e padrino di battesimo, nonché parroco evangelico.

## Attività letteraria
La sua attività letteraria incominciò nel periodo degli studi a Levoča. Il principale motivo della sua opera è la disillusione e la prevalenza dei fatti sui sentimenti e sulla volontà dell'individuo. Descrisse anche la repressione degli elementi sentimentali.  Argomenti della sua opera sono l'anno rivoluzionario del 1848, il Memorandum della nazione slovacca, idee e pensieri della cerchia di Ľudovít Štúr, ma anche questioni patriottiche e sull'indipendenza, fatti e protagonisti storici. Tipica è la figura del poeta come mendicante, persona ai margini della società. In prosa tratta per lo più temi autobiografici. La sua opera segna il passaggio dal romanticismo al realismo.

### Opere
- 1855 – Blíženci ("I gemelli"), racconto (solo manoscritto)
- 1860 - Hlad a láska ("Fame e amore"), avventura della notte di San Giovanni
- 1860 – Čierne a biele šaty ("Vestiti neri e bianchi"), bozzetto tragicomico
- 1860 – Mendík ("Il sacrestano"), racconto
- 1861 – Pseudo-Zamojski, episodio giallo
- 1861 – Drahým priateľom Makovickému a Nemessáyimu ("Ai cari amici Makovický e Nemessáyi"), poesia
- 1862 – Apoteózis rumov ("L'apoteosi dei rum")
- 1862 – Deň 6. a 7. junia roku 1861 v Turčianskom Sv. Martine ("I giorni 6 e 7 giugno 1861 a Turčiansky Sv. Martin"), poesia allegorica
- 1868 – Traja sokoli ("Tre falchi"), dramma in versi (pubblicato nel 1905)
- 1869 – Radziwillovna, regina di Polonia, racconto in versi
- 1870 – Emigranti, avventura turistica
- 1872 – Valgatha, racconto storico, è la sua opera più vasta (non finita, è nota solo la prima parte)
- 1873 – Suplikant ("Il supplicante"), novella